# 가메가와촌
가메야마촌(亀川村)은 와카야마현 가이소군에 있던 촌이다. 현재의 가이난시 중심부의 북부에 해당한다.

## 역사
- 1889년 4월 1일 - 정촌제 시행에 의해 나구사군 가메가와촌이 성립하였다.
- 1896년 4월 1일 - 아마군, 나구사군과 합병해 가이소군이 되었다.
- 1955년 4월 10일 - 가이난시에 편입해, 동일 가메가와촌은 폐지되었다.

## 교통

### 철도
일본국유철도 기세이 서선(현 기세이 본선)이 촌을 통과했지만 역은 존재하지 않았다. 현재는 구 마을 구역에 구로에역이 위치해 있지만, 당시에는 미개업 상태였다. 

## 참고문헌
- 角川日本地名大辞典 30 和歌山県